# 1958
| 1958                                                                     |
| ------------------------------------------------------------------------ |
| Dødsfald - Fødsler                                                       |
| • Begivenheder • Film • Litteratur • Musik • Politik • Sport • Videnskab |

| Gregoriansk kalender | 1958 MCMLVIII           |
| Ab urbe condita      | 2711                    |
| Armensk kalender     | 1407 ԹՎ ՌՆԷ             |
| Kinesiske kalender   | 4654 – 4655 丁酉 – 戊戌 |
| Etiopisk kalender    | 1950 – 1951             |
| Jødisk kalender      | 5718 – 5719             |
| Hindukalendere       |                         |
| - Vikram Samvat      | 2013 – 2014             |
| - Shaka Samvat       | 1880 – 1881             |
| - Kali Yuga          | 5059 – 5060             |
| Iransk kalender      | 1336 – 1337             |
| Islamisk kalender    | 1378 – 1379             |

Året 1958 var et normalt år (ikke skudår) og startende på en onsdag ifølge den Gregorianske kalender.
Konge i Danmark: Frederik 9. 1947-1972
Se også 1958 (tal)

## Begivenheder

### Januar
- 1. januar – Rom-traktaten træder i kraft, og danner de Europæiske Økonomiske Fællesskaber (EF).
- 4. januar – Sputnik 1 (opsendt 4. oktober 1957) falder til jorden fra sin bane.
- 8. januar – Bobby Fischer (billedet) vinder som 14-årige for første gang de amerikanske skak-mesterskaber og bliver dermed den yngste nogensinde.
- 18. januar – Bevæbnede Lumbeeindianere konfronterer en håndfuld Klanfolk i Maxton, North Carolina.
- 31. januar – Den første amerikanske satellit, Explorer 1, opsendes ind til sin bane.

### Februar
- 1. februar – Egypten og Syrien forenes for at danne Forenede Arabiske Republik.
- 5. februar – Gamal Abdel Nasser (billedet) opstilles til at blive den første præsident i Forenede Arabiske Republik.
- 5. februar – Tybee bomben, en 3.500 kg tung Mark 15 hydrogen bombe tabes i vandet ved Savannah, Georgia.
- 6. februar – Flyulykken ved München, hvor 23 bliver dræbt, deriblandt 8 spillere fra Manchester United, sker.
- 11. februar – Marskal Chen Yi efterfølger Zhou Enlai som kinesisk minister for udenrigsanliggender.
- 11. februar – Ruth Carol Taylor bliver den første afroamerikanske kvinde ansat som stewardesse. Ansættelsen ved Mohawk Airlines varer dog kun i 6 måneder, da hun bliver ramt af en anden diskriminerende hindring – flyselskabets forbud mod gifte stewards.
- 13. februar – DASK, der er Danmarks første datamat konstrueret af Regnecentralen, ser dagens lys for første gang.
- 14. februar – Kongerigerne Irak og Jordan forenes i den Arabiske føderation med den irakiske konge Faisal II som leder.
- 17. februar – Pave Pius 12. erklærer Sankt Klara som skytshelgen for fjernsyn.
- 20. februar – En testraket eksploderer på Cape Canaveral.
- 21. februar – Et fredssymbol bliver designet og færdiggjort af Gerald Holtom, bestilt af Kampagnen mod Atomvåben, i protest mod Atomic Weapons Research Establishment (Atomvåben forsknings etablissement)
- 22. februar - Syrien og Egypten danner den fælles stat Forenede Arabiske Republik
- 23. februar – Cubanske oprørere kidnapper den 5-dobbelte Formel 1-verdensmester Juan Manuel Fangio. Han bliver frigivet 28 timer senere.
- 23. februar – Arturo Frondizi bliver valgt som præsident af Argentina.
- 24. februar – Fidel Castros Radio Rebelde begynder at sende fra Sierra Maestra, Cuba.
- 25. februar – Bertrand Russell indleder Kampagnen mod Atomvåben
- 26. februar - efter en hed debat beslutter Sveriges statsminister Tage Erlander, at 300-årsdagen for Roskildefreden 1658 i det mindste ikke skal være en festdag som ved Roskildejubilæet i 1908
- 28. februar – en af de værste skolebusulykker i USAs historie finder sted ved Prestonsburg, Kentucky, hvor 27 omkommer.

### Marts
- 1. marts – Det tyrkiske passagerskib Uskudar kæntrer og synker ved Izmit Bay, Kocaeli, Tyrkiet. Mindst 300 personer omkommer.
- 2. marts – Et britisk hold med Sir Vivian Fuchs i spidsen krydser som de første Antarktis i hold af motorslæder med larvefødder og hundeslæder på 99 dage.
- 11. marts – Et amerikansk B-47 (billedet) bombefly taber ulykkeligvis en atombombe på Mars Bluff, South Carolina. Dets almindelige sprængstof ødelægger et hus og skader en del personer, men ingen fission opstår.
- 17. marts – USA opsender satellitten Vanguard 1.
- 26. marts – United States Army opsender Explorer 3.
- 26. marts – Den 30. udgave af Oscaruddelingen afholdes.
- 27. marts – Nikita Khrusjtjov bliver premierminister for Sovjetunionen.

### April
- 1. april – Skjern bliver som den sidste by udnævnt til købstad.
- 3. april – Castro's revolutionerende hær begynder dets angreb på Havana.
- 4. april – I den første demonstration for Kampagnen mod Atomvåben, fra Hyde Park, London til Aldermaston, Berkshire, forlanger demonstranterne forbud mod kernevåben. Demonstrationen varer til 7. april.
- 6. april – Soraya Esfandiary Bakhtiari skilles fra Mohammad Reza Pahlavi, Shah af Iran, efter hun ude af stand til at føde børn.
- 14. april – Satellitten Sputnik 2 faldt planlagt fra hinanden efter en del kredsløb.
- 14. april – Van Cliburn vinder International Tchaikovsky Competition for pianister i Moskva og bryder Den kolde krigs spændinger.
- 17. april – Kong Baudouin 1. af Belgien (billedet) åbner officielt Verdensudstilling i Bruxelles, også kendt som Expo '58.

### Maj
- 1. maj – Arturo Frondizi bliver præsident af Argentina.
- 1. maj – Danmark, Sverige, Norge og Finland opretter Den nordiske pasunion og fjerner paskontrollen mellem de fællesnordiske grænser.
- 9. maj – Skuespilleren og sangeren Paul Robeson, der netop har fået sit pas igen, synger en udsolgt enmandskoncert i Carnegie Hall. Dette er en så stor succes at han giver en til få dage senere samme sted. Efter disse to er han sjældent set i den amerikanske offentlighed igen, mens koncerterne senere bliver udgivet på CD.
- 12. maj – En formel North American Aerospace Defense Command aftale er underskrevet mellem USA og Canada.
- 13. maj – Fransk algeriske demonstranter besætter regeringsbygninger i Algier, hvilket fører til et militært kup.
- 13. maj – Under et besøg til Caracas, Venezuela, bliver USA's vicepræsident Richard M. Nixons bil angrebet af antiamerikanske demonstranter.
- 15. maj – Sovjetunionen opsender Sputnik 3.
- 18. maj – En F-104 Starfighter (billedet) sætter verdensrekord med en hastighed på 2.259,82 km/t.
- 20. maj – Fulgencio Batistas regering etablerer en modoffensiv til Castros oprørere.
- 21. maj – Den britiske postmaster general Ernest Marples bekendtgør at subscriber trunk dialling (telefonopkald uden brug af telefonist) vil bliver introduceret i Bristolområdet til december.[1]
- 23. maj – Den amerikanske satellit Explorer 1 stopper tr ansmission.
- 30. maj – Uidentificerede lig af soldater, som blev dræbt under 2. verdenskrig og Koreakrigen, bliver begravet på "De ukendte soldaters grav" i Arlington National Cemetery.

### Juni
- 1. juni – Charles de Gaulle (billedet) bliver trukket ud af pension, for at blive Frankrigs premierminister. Han beklæder denne post i et halvt år før han bliver præsident.
- 1. juni – Island udvider fiskerigrænsen til 12 sømil (22.2 km) og bryder den ellers gældende regel på 3 sømil.
- 1. juni - Sverige afholder Riksdagsvalg til Rigsdagen.
- 2. juni – Hearst Castle, San Simeon, Californien, åbner for offentlige guidede ture.
- 3. juni – Den franske premierminister, Charles de Gaulle (billedet) besøger Algeriet
- 6. juni - Forsøgsanlæg Risø på østsiden af Roskilde Fjord indvies efter flere års anlægsarbejder
- 9. juni - Gatwick Airport åbnes
- 15. juni - Grækenland afbryder sine militære forbindelser med Tyrkiet på grund af Cypern
- 22. juni – Rumæneren Iolanda Balas klarer som den første kvinde højden 1,80 meter i højdespring
- 27. juni – Det peronistiske parti bliver lovliggjort i Argentina.

### Juli
- 5. juli – Gasherbrum I (billedet), der er verdens 11. højeste bjerg, bliver besteget for første gang.
- 7. juli – USAs præsident, Dwight D. Eisenhower, godkendte en lovændring, så Alaska kunne blive en stat. Alaska blev amerikansk delstat 3. januar 1959.
- 9. juli – Et jordskælv svarende til 7.5 på richterskalaen ramte Lituya Bay, Alaska, og forsagede et jordskred, der skabte en 502 meter høj bølge
- 10. juli – Det første parkometer bliver installeret i Storbritannien.
- 12. juli – Den første John Lennon/Paul McCartney sang, In Spite of All the Danger, bliver optaget af The Quarry Men.
- 14. juli – Den Irakiske revolution: Det Irakiske monarki bliver væltet af Arabiske nationalister. Kong Faisal 2. af Irak bliver dræbt og Abd al-Karim Qasim overtager magten.
- 15. juli – 5.000 fra United States Marine Corps lander i Libanons hovedstad Beirut for at beskytte den provestlige regering der.
- 17. juli – Britiske faldskærmsjægere ankommer til Jordan, hvor Kong Hussein har ønsket hjælp imod presset fra Irak
- 20. juli - Radio Mercur indleder reklamefinansierede udsendelser fra et skib i Øresund
- 24. juli – Den første life peer bliver udnævnt i Storbritannien
- 26. juli – USA opsender Explorer 4.
- 26. juli – Dronning Elizabeth 2. af Storbritannien tildeler sin søn Charles titlen Prins af Wales.
- 29. juli – USAs Kongres skaber formelt National Aeronautics and Space Administration, kendt under forkortelsen NASA.

### August
- 2. august - Radio Mercur indleder reklamefinansierede udsendelser fra et skib i Øresund
- 3. august – Det første atomdrevne ubåd USS Nautilus (SSN-571) (billedet) bliver det første fartøj til at krydse Nordpolen under vand
- 14. august – Et 4-motors Super Constellation fly tilhørende KLM styrter i havet med 99 personer om bord (det værste styrt med civil flyvning i historien på den tid)
- 17. august – Den første Thor-Able raket, der bærer Pioneer 0, bliver opsendt from Cape Canaveral Air Force Stations Complex 17. Opsendelsen fejler pga. førstetrins funktionsfejl
- 18. august – Vladimir Nabokovs kontroversielle roman Lolita bliver udgivet i USA efter at have været udgivet i Paris siden 1955.
- 23. august – Under den kinesiske borgerkrig starter 2. Taiwanstrædet krise med Folkets befrielseshærs bombardement af Quemoy.
- 27. august – USA begynder tests med kernevåben over Atlanterhavet under navnet Operation Argus
- 27. august - Sovjetunionen gennemfører en vellykket jordomflyvning med en rumkapsel med to hunde om bord
- 30. august – Optøjer mellem sorte og hvide indtræffer i Notting Hill, London. Dette varer til 1. september.

### September
- 1. september – Den første torskekrig begynder mellem Storbritannien og Island.
- 6. september – Paul Robeson (billedet) udfører en koncert i den sovjetiske pionerlejr Artek.
- 12. september – Jack S. Kilby opfinder det første integrerede kredsløb og vinder senere, i 2000, Nobelprisen i fysik herfor.
- 14. september – To Mohr raketter, der er de to første tyske raketter efter krigen og designet af den tyske ingeniør Ernst Mohr når den øvre atmosfære.
- 22. september – Amirkabir Tekniske Universitet bliver grundlagt.[2]
- 27. september – Tyfonen Ida dræber mindst 1.269 på øen Honshū i Japan.
- 28. september – I Frankrig stemmer et flertal på 79 % ja til Den Femte Republik.
- 30. september – Sovjetunionen udfører kernevåben test på Novaja Zemlja.

### Oktober
- 1. oktober – Tunesien og Marokko bliver medlemmer af Den Arabiske Liga.
- 1. oktober – NASA starter i funktion og erstatter NACA (billedet).
- 2. oktober – Guinea erklærer sig uafhængig af Frankrig.
- 4. oktober – Britiske BOAC bruger det nye De Havilland Comet jetfly, og bliver det første flyselskab til at flyve passagerer over Atlanterhavet
- 4. oktober - Frankrigs femte republik indføres
- 9. oktober – Pave Pius 12. dør, i en alder af 82 år, grundet en hjertefejl og efter længere tids sygdom.
- 11. oktober – Pioneer 1, der er den anden og mest succesfulde af de tre projekter i Pioneer-programmet, bliver det første rumfartøj opsendt af det nyligt dannede NASA.
- 21. oktober – Life Peerages Act berettiger for første gang også kvinder til også at måtte sidde i Overhuset. Bl.a. Baronesse Swanborough og Baronesse Wooton er de første til at tage deres pladser
- 26. oktober - Pan America foretager som de første en kommerciel transatlantisk flyvning fra Paris til New York
- 28. oktober – Pave Johannes 23. efterfølger Pave Pius 12. som pave nummer 261.

### November
- 3. november – UNESCOs (billedet) nye bygning i Paris bliver indviet.
- 15. november - Aksel Larsen ekskluderes af Danmarks Kommunistiske Parti
- 22. november – Robert Menzies' regering i Australien bliver for 5. gang genvalgt.
- 25. november – Fransk Sudan vinder autonomi som et selvstyrende medlem af det franske fællesskab.
- 28. november – Tchad, Republikken Congo og Gabon bliver selvstyrende republikker indenfor det franske koloniimperium.
- 30. november – Gaullister vinder parlamentsvalget i Frankrig.

### December
- 1. december – Adolfo López Mateos bliver præsident af Mexico.
- 1. december – Den Centralafrikanske Republik bliver uafhængigt fra Frankrig.
- 1. december – Mindst 90 studerende og 3 nonner bliver dræbt i en brand på Our Lady of the Angels School i Chicago
- 4. december - Dahomey opnår selvstændighed fra Frankrig
- 5. december – Subscriber trunk dialling (telefonopkald vha. nummerskive og uden brug af telefonistinde), bliver indviet i Storbritannien af Dronning Elizabeth 2. Dronningen ringer fra Bristol til Edinburgh og taler med Lord Provost, som er mere end 480 km væk.[1]
- 5. december – Motorvejen ved Preston åbner for trafik for første gang og bliver dermed Storbritanniens første motorvej. Stykket er nu en del af motorvejene M6 and M55.
- 6. december – den tredje opsendelse af en Thor-Able raket, som bar Pioneer 2, mislykkedes grundet en tredjetrins antændningsfejl
- 9. december – Det højreorienterede John Birch Society bliver grundlagt i USA af Robert Welch, en pensioneret slikproducent
- 11. december - Øvre Volta (det nuværende Burkina Faso) erklærer sig uafhængig af Frankrig
- 14. december – Den 3. Sovjetisk Antarktisekspedition bliver den første nogensinde til at nå den sydlige utilgængelige pol.
- 18. december -  Niger bliver uafhængig
- 19. december – USA's præsident Dwight D. Eisenhower (billedet) udsender en besked fra en Projekt SCORE satellit.
- 21. december – General Charles de Gaulle bliver valgt som Frankrigs præsident med 78.5 % af stemmerne.
- 24. december – Et BOAC Bristol Britannia (312 G-AOVD) styrter nær Winkton, England under en testflyvning.
- 25. december – Tchaikovskys ballet Nøddeknækkeren (George Balanchines version) bliver vist i prime time på television i farver for første gang, som en episode af CBS antologiserie Playhouse 90.
- 28. december – The Baltimore Colts slår New York Giants 23-17 i overtid og vinder NFL mesterskabet.
- 29. december – Oprørstropper begynder under Che Guevara at invadere Santa Clara, Cuba. Fulgencio Batista trækker sig tilbage to dage senere, natten mellem d. 31. december og 1. januar.

### Udaterede
- Under det internationale geofysiske år bliver Jordens magnetosfære opdaget.
- Den sidste lovlige kvindelige omskæring foretages i USA.
- Denatonium, den mest bitre substans kendt, bliver opdaget. Det bliver brugt i produkter som blegemiddel for at reducere risikoen for at børn drikker det.
- The Jim Henson Company, der bl.a. har lavet Muppets bliver grundlagt.
- De japanske 10 yen mønter (billedet) får bløde kanter efter i 5 år at have savtakkede kanter.
- Det største af solens maxima, som er blevet registreret, indtræffer.
- Færdiglavede nudler, der som oftest kun mangler kogende vand, går i salg for første gang.
- Det første Britisk rally mesterskab afholdes.
- Nikita Khrusjtjov beordrer vestallierede til at evakuere Vestberlin inden for 6 måneder, men trækker det tilbage til trods for de allieredes enighed.
- USA, USSR og Storbritannien bliver enige om at stoppe prøvesprængninger af kernevåben i 3 år.
- Vejle Boldklub vinder både danmarksmesterskabet og DBU's landspokalturnering i fodbold.
- Efter en hed debat beslutter Sveriges statsminister Tage Erlander, at 300-årsdagen for Roskildefreden, 26. februar 1658, i det mindste ikke skal være en festdag, som ved Roskildejubilæet i 1908.

### Igangværende
- Den Kolde Krig, siden efter 2. verdenskrig
- Den cubanske revolution, officielt siden 26. juli 1953
- Mau Mau oprøret, siden 1952

## Fødsler

### Januar – Februar
| Født        | Navn                        | Kendt for                                                                                   | Død  |
| ----------- | --------------------------- | ------------------------------------------------------------------------------------------- | ---- |
| 1. januar   | Grandmaster Flash           | Afroamerikansk hip-hop/rap DJ                                                               |      |
| 2. januar   | Vladimir Ovchinnikov        | Russisk pianist                                                                             |      |
| 4. januar   | Matt Frewer                 | Canadisk/amerikansk skuespiller (Max Headroom)                                              |      |
| 5. januar   | Kristian Dahlgård Larsen    | Dansk maler og billedhugger                                                                 |      |
| 9. januar   | Mehmet Ali Ağca             | Tyrkisk militant, mordforsøg på Pave Johannes Paul 2.                                       |      |
| 11. januar  | Vicki Peterson              | Amerikansk guitarist i The Bangles                                                          |      |
| 13. januar  | Ricardo Acuña               | Chilensk tennisspiller                                                                      |      |
| 15. januar  | Boris Tadić                 | Serbisk præsident                                                                           |      |
| 20. januar  | Lorenzo Lamas               | Amerikansk skuespiller i Falcon Crest, kampsportsmand og reality show dommer i Are You Hot? |      |
| 24. januar  | Jools Holland               | Britisk musiker                                                                             |      |
| 26. januar  | Ellen DeGeneres             | Amerikansk spuespiller, komiker og tv-vært                                                  |      |
| 27. januar  | Kadri Mälk                  | Estisk kunstner og smykkedesigner                                                           |      |
| 29. januar  | Judy Norton Taylor          | Amerikansk skuespiller i Familien Walton                                                    |      |
| 4. februar  | Tomasz Pacyński             | Polsk forfatter                                                                             | 2005 |
| 7. februar  | Frans Bak                   | Dansk musiker og komponist                                                                  |      |
| 8. februar  | Sherri Martel               | Amerikask professionel wrestler                                                             | 2007 |
| 11. februar | Michael Jackson             | Britisk TV-producer                                                                         |      |
| 11. februar | Regina Maršíková            | Tjekkoslovakisk tennisspiller                                                               |      |
| 13. februar | Pernilla August             | Svensk skuespiller                                                                          |      |
| 13. februar | Tip Tipping                 | Britisk skuespiller og stuntman                                                             | 1993 |
| 14. februar | Grant Thomas                | Spiller i Australsk fodbold                                                                 |      |
| 14. februar | Francisco Javier Lopez Pena | Baskisk separatist                                                                          |      |
| 16. februar | Ice-T                       | Afroamerikansk sanger, sangskriver og skuespiller                                           |      |
| 21. februar | Jake Burns                  | Irsk punksanger i Stiff Little Fingers                                                      |      |
| 21. februar | Mary Chapin Carpenter       | Amerikansk sanger                                                                           |      |
| 24. februar | Sammy Kershaw               | Amerikansk musiker                                                                          |      |
| 24. februar | Mark Moses                  | Amerikansk skuespiller                                                                      |      |
| 25. februar | Kurt Rambis                 | Amerikansk basketballspiller                                                                |      |
| 26. februar | Susan Helms                 | Amerikansk astronaut                                                                        |      |

### Marts – April
| Født      | Navn                     | Kendt for                                                                                        | Død  |
| --------- | ------------------------ | ------------------------------------------------------------------------------------------------ | ---- |
| 1. marts  | Nik Kershaw              | Engelsk sanger                                                                                   |      |
| 2. marts  | Jens Arentzen            | Dansk skuespiller og instruktør                                                                  | 2022 |
| 3. marts  | Miranda Richardson       | Engelsk skuespiller                                                                              |      |
| 4. marts  | Patricia Heaton          | Amerikansk skuespiller i Alle elsker Raymond                                                     |      |
| 4. marts  | Lennie Lee               | Bristisk kunstner                                                                                |      |
| 5. marts  | Andy Gibb                | Engelsk-født sanger                                                                              | 1988 |
| 7. marts  | Rik Mayall               | Engelsk komiker                                                                                  | 2014 |
| 8. marts  | Gary Numan               | Britisk sanger                                                                                   |      |
| 10. marts | Steve Howe               | Amerikansk baseballspiller                                                                       | 2006 |
| 10. marts | Sharon Stone             | Amerikansk skuespillerinde i Iskoldt begær                                                       |      |
| 13. marts | Linda Robson             | Engelsk skuespillerinde                                                                          |      |
| 14. marts | Albert 2. af Monaco      | Fyrste af Monaco                                                                                 |      |
| 18. marts | Kayo Hatta               | Amerikansk filminstruktør                                                                        | 2005 |
| 20. marts | Holly Hunter             | Amerikansk skuespillerinde                                                                       |      |
| 21. marts | Gary Oldman              | Engelsk skuespiller                                                                              |      |
| 21. marts | Raul Khadjimba           | Abkhasisk politiker                                                                              |      |
| 25. marts | James McDaniel           | Amerikansk skuespiller i New York Blues                                                          |      |
| 26. marts | Todd Joseph Miles Holden | Amerikansk-født samfundsvidenskabsmand, forfatter og basketballtræner                            |      |
| 28. marts | Bart Conner              | Amerikansk gymnast                                                                               |      |
| 28. marts | Edesio Alejandro         | Cubansk komponist                                                                                |      |
| 1. april  | D. Boon                  | Amerikansk sanger og guitarist                                                                   | 1985 |
| 3. april  | Alec Baldwin             | Amerikansk skuespiller i 30 Rock                                                                 |      |
| 4. april  | Cazuza                   | Brasilisk poet, sanger og komponist                                                              | 1990 |
| 7. april  | Vibeke Hastrup           | Dansk skuespiller                                                                                |      |
| 10. april | Yefim Bronfman           | Russisk-født pianist                                                                             |      |
| 10. april | Babyface                 | Afroamerikansk musiker og musikproducer                                                          |      |
| 11. april | Luc Luycx                | Belgisk designer af euromønternes fællesside                                                     |      |
| 12. april | Will Sergeant            | Engelsk guitarisk i Echo & the Bunnymen                                                          |      |
| 12. april | Ginka Zagorcheva         | Bulgarsk atlet                                                                                   |      |
| 13. april | Ulrik Wilbek             | Dansk håndboldtræner                                                                             |      |
| 14. april | Marea Burton             | Australsk sangerinde                                                                             |      |
| 15. april | Keith Acton              | Canadisk ishockeyspiller og -træner                                                              |      |
| 15. april | Dolores Gordon-Smith     | Britisk forfatter                                                                                |      |
| 15. april | Benjamin Zephaniah       | Britisk forfatter og musiker                                                                     |      |
| 21. april | Andie MacDowell          | Amerikansk skuespillerinde                                                                       |      |
| 23. april | Ken Olandt               | Amerikansk skuespiller                                                                           |      |
| 24. april | Brian Paddick            | Britisk tidligere vicepolitiinspektør og mest privilegerede åbenlyse homoseksuelle politibetjent |      |
| 25. april | Fish                     | Skotsk sanger                                                                                    |      |
| 28. april | Hal Sutton               | Amerikansk golfspiller                                                                           |      |
| 29. april | Michelle Pfeiffer        | Amerikansk skuespillerinde                                                                       |      |

### Maj – Juli
| Født     | Navn                     | Kendt for                                                           | Død  |
| -------- | ------------------------ | ------------------------------------------------------------------- | ---- |
| 3. maj   | Kevin Kilner             | Amerikansk skuespiller                                              |      |
| 4. maj   | Keith Haring             | Amerikansk kunstner                                                 | 1990 |
| 10. maj  | Rick Santorum            | Tidligere amerikansk senator                                        |      |
| 11. maj  | Christian Brando         | Amerikansk skuespiller og ældste barn af Marlon Brando              | 2008 |
| 12. maj  | Dries Van Noten          | Belgisk designer                                                    |      |
| 12. maj  | Eric Singer              | Amerikansk rocktrommeslager i Kiss                                  |      |
| 12. maj  | Peter Madsen             | Dansk tegneserietegner                                              |      |
| 15. maj  | Ron Simmons              | Amerikansk professionel wrestler                                    |      |
| 18. maj  | Toyah Willcox            | Engelsk skuespiller                                                 |      |
| 23. maj  | Mitch Albom              | Amerikansk forfatter                                                |      |
| 23. maj  | Drew Carey               | Amerikansk komiker og skuespiller                                   |      |
| 25. maj  | Paul Weller              | Engelsk singer-songwriter fra The Jam                               |      |
| 27. maj  | Neil Finn                | New Zeask singer-songwriter fra Split Enz og Crowded House          |      |
| 29. maj  | Annette Bening           | Amerikansk skuespiller                                              |      |
| 30. maj  | Marie Fredriksson        | Svensk singer-songwriter fra Roxette                                | 2019 |
| 2. juni  | Lex Luger                | American professionel wrestler                                      |      |
| 7. juni  | Prince                   | American musiker                                                    | 2016 |
| 8. juni  | Keenen Ivory Wayans      | Afroamerikansk komiker, skuespiller og instruktør                   |      |
| 12. juni | Rebecca Holden           | Amerikansk skuespiller, sanger og entertainer                       |      |
| 15. juni | Wade Boggs               | Amerikansk baseballspiller                                          |      |
| 17. juni | Jello Biafra             | Amerikansk aktivist og punkmusiker fra Dead Kennedys                |      |
| 19. juni | Michael Strunge          | Dansk digter                                                        | 1986 |
| 19. juni | Siri Bjerke              | Norsk politiker                                                     | 2012 |
| 20. juni | Chuck Wagner             | Amerikansk skuespiller                                              |      |
| 20. juni | Kelly Johnston           | Britisk guitarist fra Girlschool                                    |      |
| 22. juni | Bruce Campbell           | Amerikansk skuepsiller, producer, manuskriptforfatter og instruktør |      |
| 24. juni | Curt Fraser              | Amerikansk ishockeytræner                                           |      |
| 27. juni | Magnus Lindberg          | Finsk komponist                                                     |      |
| 27. juni | Jim Cartwright           | Engelsk skuespiller og skuespilforfatter                            |      |
| 28. juni | Félix Gray               | Fransk singer-songwriter                                            |      |
| 29. juni | Jeff Coopwood            | Amerikansk skuespiller, studievært og sanger                        |      |
| 29. juni | Rosa Mota                | Portugisisk langdistanceløber                                       |      |
| 30. juni | Esa-Pekka Salonen        | Finsk dirigent og komponist                                         |      |
| 2. juli  | Thomas Bickerton         | Amerikansk metodistisk biskop                                       |      |
| 5. juli  | William Watterson        | Amerikansk tegneserietegner ved Steen & Stoffer                     |      |
| 6. juli  | Jennifer Saunders        | Britisk komiker                                                     |      |
| 7. juli  | Michala Petri            | Dansk blokfløjtespiller                                             |      |
| 8. juli  | Kevin Bacon              | American skuespiller fra Apollo 13                                  |      |
| 8. juli  | Pauline Quirke           | Britisk skuespiller                                                 |      |
| 8. juli  | Nils Smedegaard Andersen | Dansk økonom og direktør for A.P. Møller-Mærsk                      |      |
| 11. juni | Hank Shermann            | dansk heavymetal guitarist                                          |      |
| 13. juli | Lene Poulsen             | Dansk skuespillerinde                                               |      |
| 13. juli | Anne-Mette Rasmussen     | Danmarks tidligere førstedame                                       |      |
| 15. juli | Mac Thornberry           | Amerikansk politiker                                                |      |
| 15. juli | Austin Hayes             | Irsk fodboldspiller                                                 | 1986 |
| 16. juli | Michael Flatley          | Irskfødt danser                                                     |      |
| 20. juli | Billy Mays               | Amerikansk reklamemand og salgsperson                               | 2009 |
| 22. juli | Tatsunori Hara           | Japansk professionel baseballtræner og -spiller                     |      |
| 25. juli | Thurston Moore           | Amerikansk musiker fra Sonic Youth                                  |      |
| 27. juli | Søren Hauch-Fausbøll     | Dansk skuespiller og komiker                                        |      |
| 28. juli | Terry Fox                | Canadisk atlet og kræftalktivist                                    | 1981 |
| 30. juli | Kate Bush                | Britisk singer-songwriter                                           |      |
| 31. juli | Mark Cuban               | Amerikansk iværksætter og ejer af basketballholdet Dallas Mavericks |      |
| 31. juli | Bill Berry               | Amerikansk rocktrommeslager fra R.E.M.                              |      |

### August – September
| Født          | Navn                   | Kendt for                                                     | Død  |
| ------------- | ---------------------- | ------------------------------------------------------------- | ---- |
| 1. august     | Adrian Dunbar          | Irsk skuespiller og instruktør                                |      |
| 4. august     | Allison Hedge Coke     | Engelsk poet og forfatter                                     |      |
| 7. august     | Bruce Dickinson        | Engelsk musiker                                               |      |
| 9. august     | Anders Mølgaard Jensen | Dansk politiker                                               | 2001 |
| 10. august    | Don Swayze             | Amerikansk skuespiller                                        |      |
| 15. august    | Victor Shenderovich    | Russisk forfatter                                             |      |
| 16. august    | Madonna                | Amerikansk-født sanger, sangskriver og skuespiller            |      |
| 16. august    | Angela Bassett         | Afroamerikansk skuespiller                                    |      |
| 17. august    | Belinda Carlisle       | Amerikansk sanger fra The Go-Go's                             |      |
| 19. august    | Anthony Muñoz          | Amerikansk fodboldspiller                                     |      |
| 20. august    | Nicholas Bell          | Engelsk skuespiller boende i Australien                       |      |
| 22. august    | Colm Feore             | Amerikansk-født skuespiller                                   |      |
| 24. august    | Steve Guttenberg       | Amerikansk skuespiller fra Politiskolen                       |      |
| 25. august    | Tim Burton             | Amerikansk instruktør på bl.a. The Nightmare Before Christmas |      |
| 27. august    | Normand Brathwaite     | Afrikansk-canadisk komiker og studie- og radiovært            |      |
| 29. august    | Lenny Henry            | Britisk komiker                                               |      |
| 29. august    | Michael Jackson        | Afroamerikansk sanger og danser, kendt fra bl.a. Jackson 5    | 2009 |
| 6. september  | Jeff Foxworthy         | Amerikansk komiker, skuespeiller og forfatter                 |      |
| 6. september  | Michael Winslow        | American komiker, skuespiller og tegnefilmsdubber             |      |
| 6. september  | Sione Vailahi          | Professionel wrestler, kendt som Barbaren                     |      |
| 8. september  | Mitsuru Miyamoto       | Japansk tegnefilmsdubber                                      |      |
| 8. september  | Reiko Terashima        | Japansk mangategner                                           |      |
| 10. september | Chris Columbus         | Amerikansk filminstruktør, -forfatter og -producer            |      |
| 11. september | Jan Rørdam             | Dansk musiker                                                 |      |
| 14. september | Michael Bollner        | Tysk skuespiller                                              |      |
| 14. september | Jeff Crowe             | New Zeask cricketspiller                                      |      |
| 16. september | Orel Hershiser         | Amerikansk baseballspiller                                    |      |
| 19. september | Azumah Nelson          | Ghanesisk bokser                                              |      |
| 20. september | Ghassan Massoud        | Syrisk skuespiller                                            |      |
| 21. september | Bruno Fitoussi         | Fransk pokerspiller                                           |      |
| 22. september | Joan Jett              | Amerikansk musiker                                            |      |
| 22. september | Andrea Bocelli         | Italiensk tenor                                               |      |
| 23. september | Danielle Dax           | Britisk musiker                                               |      |
| 23. september | Marvin Lewis           | Amerikansk fodboldtræner                                      |      |
| 23. september | Scott Shaw             | Amerikansk forfatter, skuespiller og instruktør               |      |
| 24. september | Kevin Sorbo            | Amerikansk skuespiller                                        |      |
| 24. september | Benedikte Hansen       | Dansk skuespillerinde                                         |      |
| 25. september | Eamonn Healy           | Irsk kemiker                                                  |      |
| 28. september | Peter Gantzler         | Dansk skuespiller                                             |      |
| 29. september | Karen Young            | Amerikansk skuespillerinde                                    |      |
| 30. september | Marty Stuart           | Amerikansk sanger                                             |      |

### Oktober – December
| Født         | Navn                    | Kendt for                                                                     | Død  |
| ------------ | ----------------------- | ----------------------------------------------------------------------------- | ---- |
| 5. oktober   | Neil deGrasse Tyson     | Amerikansk astrofysiker                                                       |      |
| 10. oktober  | Tanya Tucker            | Amerikansk countrymusiker                                                     |      |
| 11. oktober  | Niels Pagh Andersen     | dansk filmklipper                                                             |      |
| 12. oktober  | Bryn Merrick            | Britisk punkmusiker fra The Damned                                            |      |
| 13. oktober  | Derri Daugherty         | Amerikansk musiker fra The Choir og Lost Dogs                                 |      |
| 14. oktober  | Thomas Dolby            | Engelsk rockmusiker                                                           |      |
| 16. oktober  | Tim Robbins             | Amerikansk skuespiller                                                        |      |
| 17. oktober  | Alan Jackson            | Amerikansk countrysanger og sangskriver                                       |      |
| 20. oktober  | Viggo Mortensen         | Dansk-født amerikansk skuespiller                                             |      |
| 20. oktober  | Mark King               | Britisk rockmusiker fra Level 42                                              |      |
| 20. oktober  | Scott Hall              | Amerikansk professionel wrestler                                              | 2022 |
| 25. oktober  | Phil Daniels            | Engelsk skuespiller                                                           |      |
| 27. oktober  | Simon Le Bon            | Engelsk rockmusiker fra Duran Duran                                           |      |
| 29. oktober  | Blazej Balaz            | Slovakisk maler                                                               |      |
| 1. november  | Mark Austin             | Britisk nyhedsoplæser på ITN                                                  |      |
| 2. november  | Willie McGee            | Afroamerikansk baseballspiller                                                |      |
| 8. november  | Jeff Speakman           | Amerikansk skuespiller og kampsportmand                                       |      |
| 10. november | Vicky Rosti             | Finsk sangerinde og tidligere deltager i Eurovision Song Contest              |      |
| 10. november | George Lowe, Jr.        | Amerikansk tegnefilmsdubber                                                   |      |
| 13. november | Søs Egelind             | Dansk skuespillerinde                                                         |      |
| 16. november | Marg Helgenberger       | Amerikansk skuespiller fra CSI                                                |      |
| 16. november | Boris Krivokapić        | Serbisk akademiker                                                            |      |
| 16. november | Per Linderoth           | Dansk skuespiller                                                             |      |
| 21. november | David Reivers           | Amerikansk skuespiller og fader til Corbin Bleu                               |      |
| 22. november | Jamie Lee Curtis        | Amerikansk skuespiller                                                        |      |
| 27. november | Tetsuya Komuro          | Japansk musikproducer og sangskriver                                          |      |
| 28. november | Dave Righetti           | Amerikansk baseballspiller                                                    |      |
| 29. november | Kim Delaney             | Amerikansk skuespiller fra New York Blues                                     |      |
| 30. november | Juliette Bergmann       | Hollandsk bodybuilder                                                         |      |
| 30. november | Stacey Q                | Amerikansk sangerinde og skuespillerinde                                      |      |
| 1. december  | Charlene Tilton         | Amerikansk skuespiller fra Dallas                                             |      |
| 2. december  | George Saunders         | Amerikansk forfatter                                                          |      |
| 5. december  | Dynamite Kid            | Engelsk professionel wrestler                                                 |      |
| 6. december  | Nick Park               | Engelsk filmproducer og animator                                              |      |
| 9. december  | Rikk Agnew              | Amerikansk punk- og rockmusiker                                               |      |
| 10. december | Cornelia Funke          | Tysk forfatter                                                                |      |
| 11. december | Nikki Sixx              | Amerikansk rockmusiker fra Mötley Crüe                                        |      |
| 13. december | Lynn-Holly Johnson      | Amerikansk kunstskøjteløber og skuespiller                                    |      |
| 13. december | Dana Strum              | Amerikansk bassist                                                            |      |
| 17. december | Mike Mills              | Amerikansk rockbassist fra R.E.M.                                             |      |
| 21. december | Kevin Blackwell         | Engelsk fodboldmanager                                                        |      |
| 25. december | Rickey Henderson        | Afroamerikansk baseballspiller                                                |      |
| 27. december | Morten Stig Christensen | Dansk tidligere studievært og chef for TV 2/Sporten. Nuværende direktør i DHF | 2024 |
| 29. december | Lakhdar Belloumi        | Algerisk fodboldspiller                                                       |      |
| 30. december | Irene Simonsen          | Dansk politiker                                                               |      |
| 30. december | Tina Kiberg             | Dansk operasangerinde                                                         |      |
| 31. december | Bebe Neuwirth           | Amerikansk skuespiller fra Frasier                                            |      |

## Dødsfald

### Januar – Juni
| Død         | Navn                         | Kendt for                                                          | Dødsårsag | Født |
| ----------- | ---------------------------- | ------------------------------------------------------------------ | --------- | ---- |
| 1. januar   | Edward Weston                | Amerikansk fotograf                                                |           | 1886 |
| 1. januar   | Archibald Alphonso Alexander | Amerikansk designer og guvernør                                    |           | 1888 |
| 7. januar   | Margaret Anglin              | Canadisk-født skuespiller på Brodway                               |           | 1876 |
| 7. januar   | Petru Groza                  | Rumænsk politiker, statsminister og præsident                      |           | 1884 |
| 8. januar   | Paul Pilgrim                 | Amerikansk atlet                                                   |           | 1883 |
| 11. januar  | Edna Purviance               | Amerikansk skuespiller                                             |           | 1895 |
| 19. januar  | Cândido Rondon               | Brasiliansk officer i militæret                                    |           | 1865 |
| 22. januar  | Axel Garde                   | Dansk forfatter                                                    |           | 1876 |
| 30. januar  | Jean Crotti                  | Schweizisk kunstner                                                |           | 1878 |
| 1. februar  | Clinton Davisson             | Amerikansk fysiker og modtager af Nobelprisen i fysik i 1937       |           | 1888 |
| 4. februar  | Henry Kuttner                | Amerikansk forfatter                                               |           | 1915 |
| 13. februar | Christabel Pankhurst         | Engelsk suffragettekvinde                                          |           | 1880 |
| 11. marts   | Ole Kirk Christiansen        | Dansk grundlægger af Lego                                          |           | 1891 |
| 20. marts   | Aksel Møller                 | Dansk politiker                                                    |           | 1906 |
| 21. marts   | Cyril M. Kornbluth           | Amerikansk forfatter                                               |           | 1923 |
| 22. marts   | Mike Todd                    | Amerikansk filmproducer                                            |           | 1909 |
| 25. marts   | Tom Brown                    | Amerikansk musiker                                                 |           | 1888 |
| 26. marts   | Phil Mead                    | Engelsk kricketspiller                                             |           | 1887 |
| 28. marts   | W. C. Handy                  | Afroamerikansk blueskomponist                                      |           | 1873 |
| 4. april    | J.F. Willumsen               | Dansk maler                                                        |           | 1863 |
| 16. april   | Rosalind Franklin            | Britisk røtgenkrystallograf                                        |           | 1920 |
| 19. april   | Billy Meredith               | Walisisk fodboldspiller                                            |           | 1874 |
| 3. maj      | Frank Foster                 | Engelsk cricketspiller                                             |           | 1889 |
| 8. maj      | Frank Foley                  | Engelsk spion                                                      |           | 1884 |
| 19. maj     | Ronald Colman                | English skuespiller                                                |           | 1891 |
| 26. maj     | Constantin Cantacuzino       | Rumænsk pilot                                                      |           | 1905 |
| 26. maj     | Ruth Smith                   | færøsk malerinde                                                   |           | 1913 |
| 29. maj     | Juan Ramón Jiménez           | Spansk forfatter og modtager af Nobelprisen i litteratur i 1956    |           | 1881 |
| 30. maj     | Pat O'Connor                 | amerikansk racerkører                                              |           | 1928 |
| 6. juni     | Tao Michaëlis                | Italiensk/dansk forfatter                                          |           | 1920 |
| 13. juni    | Edwin Keppel Bennett         | Britisk forfatter                                                  |           | 1887 |
| 16. juni    | Aleksandr Chervyakov         | Premierminister for Den hviderussiske socialistiske sovjetrepublik | selvmord  | 1892 |
| 20. juni    | Kurt Alder                   | Tysk kemiker og modtager af Nobelprisen i kemi i 1950              |           | 1902 |
| 26. juni    | George Orton                 | Canadisk atlet                                                     |           | 1876 |
| 28. juni    | Alfred Noyes                 | Engelsk poet                                                       |           | 1880 |

### Juli – December
| Død           | Navn                   | Kendt for                                                          | Dødsårsag            | Født |
| ------------- | ---------------------- | ------------------------------------------------------------------ | -------------------- | ---- |
| 6. juli       | Luigi Musso            | italiensk racerkører                                               |                      | 1924 |
| 10. juli      | Lars Larsen-Ledet      | Dansk journalist, redaktør og forfatter                            |                      | 1881 |
| 10. juli      | Franz Bardon           | tjekkisk okkultist og elev og lærer af Hermetics                   |                      | 1909 |
| 14. juli      | Faisal 2. af Irak      | Konge i Irak                                                       | dræbt under statskup | 1935 |
| 14. juli      | Abd al-Ila'h           | Tidligere regent af Irak                                           | dræbt under statskup | 1913 |
| 15. juli      | Julia Lennon           | Engelsk mor til John Lennon                                        |                      | 1914 |
| 18. juli      | Henry Farman           | Fransk pilot og grundlægger af flyselskab                          |                      | 1874 |
| 3. august     | Peter Collins          | britisk racerkører                                                 |                      | 1931 |
| 8. august     | Hans Hansen            | Dansk arkitekt og modstandsmand                                    |                      | 1899 |
| 14. august    | Frédéric Joliot        | Fransk fysiker, modtager af Nobelprisen i kemi i 1935              |                      | 1900 |
| 14. August    | Gladys Presley         | Amerikansk mor til Elvis Presley                                   |                      | 1912 |
| 22. august    | Roger Martin du Gard   | Fransk forfatter, modtager af Nobelprisen i litteratur i 1937      |                      | 1881 |
| 26. august    | Ralph Vaughan Williams | Engelsk komponist                                                  |                      | 1872 |
| 27. august    | Ernest Lawrence        | Amerikansk fysiker, modtager af Nobelprisen i fysik i 1939         |                      | 1901 |
| 28. august    | Kay Bojesen            | Dansk sølvsmed og designer                                         |                      | 1886 |
| 3. september  | Willy Rasmussen        | Dansk atlet og sagfører                                            |                      | 1910 |
| 11. september | Hans Grundig           | Tysk kunstner                                                      |                      | 1901 |
| 11. september | Robert W. Service      | Skotsk-født canadisk poet                                          |                      | 1874 |
| 19. september | Stuart Lewis-Evans     | britisk racerkører                                                 |                      | 1930 |
| 23. september | Alfred Piccaver        | Britisk-amerikansk tenor indenfor opera                            |                      | 1884 |
| 26. september | Carl Brisson           | Dansk skuespiller og sanger                                        |                      | 1893 |
| 29. september | Henrik Malberg         | Kongelig dansk skuespiller                                         |                      | 1873 |
| 30. september | Niels Bjerrum          | Dansk kemiker                                                      |                      | 1879 |
| 9. oktober    | Pave Pius 12.          | Pave siden 1939                                                    |                      | 1876 |
| 11. oktober   | Johannes R. Becher     | Tysk forfatter og kommunistisk politiker                           |                      | 1891 |
| 17. oktober   | Charlie Townsend       | Engelsk cricketspiller                                             |                      | 1876 |
| 17. oktober   | Paul Outerbridge       | Amerikansk fotograf                                                |                      | 1896 |
| 24. oktober   | G. E. Moore            | Britisk filosof                                                    |                      | 1873 |
| 5. november   | Edvard Heiberg         | dansk arkitekt                                                     |                      | 1897 |
| 15. november  | Tyrone Power           | Amerikansk skuespiller                                             |                      | 1914 |
| 24. november  | Robert Cecil           | Engelsk politiker og diplomat, modtager af Nobels fredspris i 1937 |                      | 1864 |
| 27. november  | Artur Rodziński        | Polsk dirigent                                                     |                      | 1892 |
| 8. december   | Tris Speaker           | Amerikansk baseballspiller                                         |                      | 1888 |
| 8. december   | Mads Nielsen           | Dansk forfatter og apoteker                                        |                      | 1879 |
| 12. december  | Andreas Fussing        | Dansk arkitekt                                                     |                      | 1871 |
| 15. december  | Wolfgang Pauli         | Østrigsk-født fysiker, modtager af Nobelprisen i fysik i 1945      |                      | 1900 |

## Priser

### Nobelprisen
- Fysik – Pavel A. Tjerenkov, Ilya Mikhailovich Frank og Igor Yevgenyevich Tamm
- Kemi – Frederick Sanger
- Medicin – George Wells Beadle, Edward Lawrie Tatum og Joshua Lederberg
- Litteratur – Boris Pasternak
- Fred – George Henri Pire (Belgien), leder af l'Europe du Coeur au Service du Monde, en hjælpeorganisation for flygtninge

### Oscaruddelingen
- Bedste film: Gigi – produceret af Arthur Freed
- Bedste udenlandske film: Min onkel – produceret af Jacques Tati,  Frankrig
- Bedste dokumentar: White Wilderness – produceret af Ben Sharpsteen
- Bedste korte animationsfilm: Knighty Knight Bugs – produceret af Friz Freleng
- Bedste instruktør: Vincente Minnelli i Gigi
- Bedste mandlige hovedrolle: David Niven i Separate Tables
- Bedste kvindelige hovedrolle: Susan Hayward i I Want to Live!
- Bedste mandlige birolle: Burl Ives i Det Store Land
- Bedste kvindelige birolle: Wendy Hiller i Fra Bord til Bord
- Bedste originale manuskript: The Defiant Ones af Nathan E. Douglas og Harold Jacob Smith
- Bedste filmatisering: Gigi af Alan Jay Lerner, baseret på en roman af Colette

## Sport
- 28. januar – Hall of Fame baseballspiller Roy Campanella er involveret i en bilulykke, som lammer ham og dermed ender hans karrierer
- 29. juni - med en sejr på 5-2 over værtsnationen Sverige bliver Brasilien verdensmestre i fodbold

- 26. oktober - en venskabskamp i fodbold i Stockholm mellem Sverige og Danmark ender med 4-4

## Musik
- 12. marts – Frankrig vinder årets udgave af Eurovision Song Contest, der blev afholdt Hilversum, Holland, med sangen "Dors, mon amour" af André Claveau
- 24. marts – United States Army indkalder Elvis Presley og omdanner The King Of Rock & Roll til U.S. private #53310761